# 101-й транспортный авиационный полк
101-й транспортный авиационный полк  — авиационный полк в составе 1-й Транспортной Авиационной дивизии Дальней Авиации.
Формирование началось 15 апреля 1942 года на подмосковном аэродроме Чкаловский на основе Московской авиагруппы особого назначения (МАГОН).
Сформировать полк было поручено депутату Верховного Совета СССР Герою Советского Союза подполковнику Гризодубовой В. С.

## Командиры
- апрель 1942 — май 1944 года — Гризодубова Валентина Степановна;
- май 1944 — май 1945 года — гвардии подполковник Запыленов Степан Семёнович.

## Управление полка
- Начальник штаба — Верхозин Александр Михайлович.[4]
- Заместитель командира полка:
  - подполковник Запыленов Степан Семёнович.
  -  гвардии майор Лунц, Борис Григорьевич

## Вооружение
На вооружении полка имелись самолёты Ли-2.

## Наименования
За период ведения боевых действий неоднократно изменял название.
- 01.05.42 — 28.07.42 — 101 транспортный авиационный полк;
- 28.07.42 — 05.11.44 — 101 авиационный полк дальнего действия;
- 05.11.44 — 26.12.44 — 31-й гвардейский авиационный полк дальнего действия (приказ Наркома обороны СССР № 0361 от 05.11.44 г.)
  - в январе 1944 г. за отличия в боях за освобождение г. Красное Село полку присвоено почётное наименование Красносельский.
- 26.12.44 — 09.05.45 31-й гвардейский бомбардировочный Красносельский Краснознамённый авиационный полк (Директива Генерального штаба No. Орг/10/315706 от 26.12.44г.)